# ドナウの乙女
ドナウの乙女（ドイツ語: Donauweibchen）は、オーストリアの伝説に語られる、ドナウ川に棲むとされる水の精。その種族名を「ニクセ」という。オーストリアの川に関するもっとも有名な伝説で、シュタットパークを始めとするウィーンの各所でその像を目にすることができる。

## 伝説

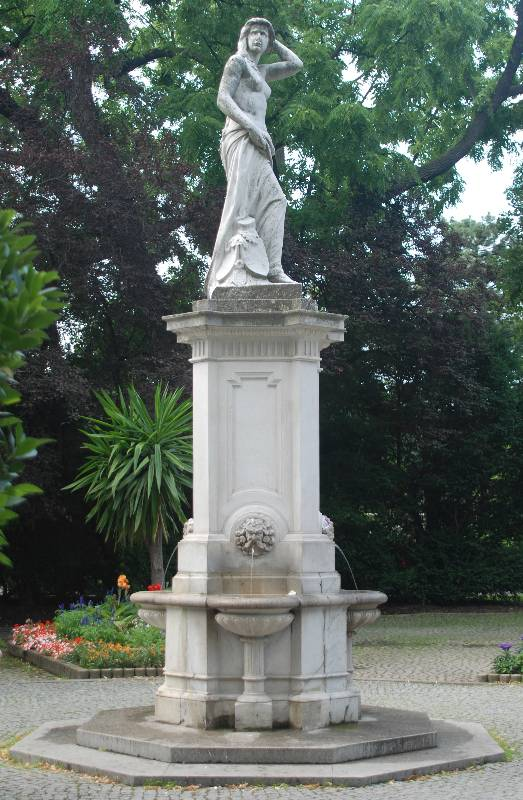
シュタットパークのドナウの乙女噴水

伝説によればドナウ川の底には、ほのかに光る水晶の宮殿があり、そこには王、王妃、王子たち、そして王女である美しい水の精ニクセたちが棲んでいるとされる。
ドナウの王は、しばしば狩人の恰好をして川岸をぶらぶらする。そのとき彼に話しかけた人間は、川の中に引きずり込まれて、宮殿のテーブルの上に逆さまに置かれたガラスの壺の中に魂を入れられてしまうという。またその娘である水の精たちは、可愛らしい金色の巻き毛をしていて、その美しい歌声で何人もの若者を誘惑したという。
ニクセは、漁師のニクラス・ツォーゲルマンとベルトルト・ツォーゲルマンという親子がそのような話をしているところに突然現れ、ドナウ川が増水することを知らせ、水郷地帯に住む人々を救ったとされる。ベルトルトはすっかり優しいニクセに心を奪われ、仕事が手につかなくなった。そしてある日、ニクセの歌声を聞いて小舟に乗り込み、そのまま帰らなかった。翌日、父ニクラスがドナウ川の底を覗くと、素晴らしい庭園の中を、ニクセと手を取り合って歩いているベルトルトが見えたという。